# Sylvie Pelayo
 (octobre 2013).
Si vous disposez d'ouvrages ou d'articles de référence ou si vous connaissez des sites web de qualité traitant du thème abordé ici, merci de compléter l'article en donnant les références utiles à sa vérifiabilité et en les liant à la section « Notes et références ».
Pour les articles homonymes, voir Pelayo (homonymie).
Sylvie Pelayo, née Sylvie Éléonore Pelayo Gonçalves dans le 10e arrondissement de Paris le 4 février 1929 et morte dans le 12e arrondissement de la même ville le 21 novembre 2019, est une actrice française.

## Biographie
Née dans une famille d'artistes (elle est la fille du peintre portugais Tomaz Pelayo), elle commence sa carrière au théâtre avec Jean Darcante (Ce soir à Samarcande) après la guerre, et devient une habituée des dramatiques radiophoniques, notamment à ce qui s'appelait alors Radio Luxembourg, où ont débuté nombre de vedettes comme Claude Piéplu ou Louis de Funès.
Principalement actrice de théâtre, Sylvie Pelayo a néanmoins joué dans plusieurs films. Au cinéma, actrice typique de l'époque, elle est la jeune fille parisienne faussement ingénue et BCBG dans des comédies comme Le Chasseur de chez Maxim's d'Henri Diamant-Berger (1953). Son film le plus connu reste Fanfan la Tulipe de Christian-Jaque, dans lequel elle joue Henriette de France, la fille du roi. Elle interprète le rôle principal dans la première dramatique télévisée diffusée en France en direct, La Duchesse d'Algues.
Le public la connaît aussi pour sa prestation (la Rose) dans l'adaptation phonographique du Petit Prince avec Gérard Philipe dans le rôle principal.

## Filmographie

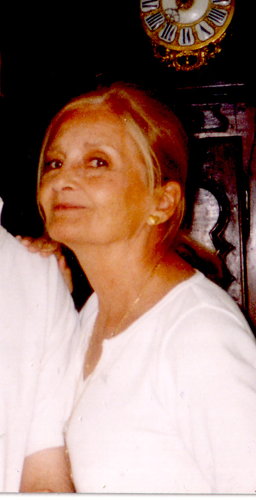
Sylvie Pelayo en 2001.

### Cinéma
- 1948 : Clochemerle de Pierre Chenal
- 1949 : La Cage aux filles de Maurice Cloche
- 1949 : Millionnaires d'un jour de André Hunebelle - Sylvia
- 1951 : Terreur en Oklahoma (court métrage) de André Heinrich et Paul Paviot
- 1951 : Pas de vacances pour Monsieur le Maire de Maurice Labro - Annie
- 1952 : Au cœur de la Casbah de Pierre Cardinal - Sylvie
- 1952 : Fanfan la Tulipe de Christian-Jaque - Henriette de France, la fille du roi
- 1953 : Le Chasseur de chez Maxim's de Henri Diamant-Berger - Geneviève Pauphilat
- 1953 : Légion étrangère "Legione straniera" de Basilio Franchina
- 1955 : Le Fils de Caroline chérie de Jean Devaivre - La jeune fille blonde
- 1955 : Au bord du cratère (Huyendo de si mismo) de Juan Fortuny

### Télévision
- 1955 : Le Réveillon de Marcel Bluwal
- 1955 : La duchesse d'algues, avec Guy Trejan et Elina Labourdette.
- 1966 : L'Amour en papier de François Chatel

## Théâtre
- 1947 : La Route au tabac (en) de Jack Kirkland (en), mise en scène Jean Darcante[3]
- 1949 : St Parapin d'Malakoff d’Albert Vidalie, mise en scène Charles Bensoussan
- 1950 : Ce soir à Samarcande de Jacques Deval, mise en scène Jean Darcante
- 1953 : La Danseuse et le Collégien de Claude Schnerb, mise en scène Georges Vitaly
- 1953 : Il était une gare de Jacques Deval, mise en scène Jean Darcante
- 1953 : Les Naturels du Bordelais de Jacques Audiberti, mise en scène Georges Vitaly
- 1954 : Le Maître et la Servante de Henri Lefebvre, mise en scène Jean Marchat
- 1954 : Les Mystères de Paris d'après Eugène Sue, mise en scène Georges Vitaly
- 1956 : Telles sont les femmes d'après L. Du Garde Peach (en), mise en scène Jean Darcante
- 1966 : Marc-Aurèle a disparu de Jean Le Marois, mise en scène Jacques Ardouin